# Tifany Huot-Marchand
Pour les articles homonymes, voir Huot-Marchand.
Tifany Huot-Marchand (née le 10 mai 1994 à Besançon) est une patineuse de vitesse sur piste courte française.

## Biographie
Elle découvre le short-track à Belfort avec sa sœur jumelle, alors qu'elles accompagnent leur voisine à un entraînement à l'âge de 9 ans. La vitesse lui plaît immédiatement.
Elle poursuit dans cette voie et embrasse par la suite une carrière sportive, s'entraîne 15 heures par semaine sur glace au pôle national de Font-Romeu, et dix heures par semaine hors-glace[réf. nécessaire]. Son entraîneur est Ludovic Mathieu,.
Elle passe une partie de ses études à l'Université de Perpignan.
Le 9 octobre 2022, elle est victime d'une grave chute qui lui brise une partie des cervicales et touche sa moelle épinière. Tétraplégique, elle parvient pourtant à échapper au diagnostic initial quelques mois plus tard et participe au marathon pour tous des Jeux Olympiques de Paris, en 2024.
Elle publie le 16 mai 2025 un livre autobiographique intitulé « Avec toute mon âme », aux éditions En exergue,.

## Carrière

### Débuts internationaux
En 2013, Huot-Marchand est quinzième aux Championnats du monde junior de short-track.
En 2015 et 2016, elle arrive quinzième aux Championnats d'Europe. Pendant les deux mêmes saisons, elle gagne une médaille de bronze chaque année avec le relais français en Coupe du monde, d'abord à Dresde puis à Dordrecht.
En 2017, elle arrive 19e aux Championnats d'Europe.

### Jeux olympiques de Pyeongchang
La Coupe du monde de short-track 2016-2017, en quatre manches, fait office de qualifications pour les Jeux olympiques de 2018.
À la première manche de la Coupe du monde, à Budapest, elle arrive onzième au 1 500 mètres, devant l'Italienne Arianna Fontana. Au 1 000 mètres, elle tombe au premier tour. En relais, elle obtient la cinquième place avec Véronique Pierron, Selma Poutsma et Gwendoline Daudet. Lors de la deuxième manche de la Coupe du monde, en octobre 2017 à Dordrecht, elle est disqualifiée au premier tour du 1 500 mètres, puis au second tour du 1 000 mètres. Pour la troisième et avant-dernière manche de la Coupe du monde, en novembre 2017 à Shanghaï, elle est disqualifiée au premier tour du 1 500 mètres et elle est classée 28e au 1 000 mètres.
Le 19 décembre 2020, elle devient championne de France à Font-Romeu au cours des Championnats de France Elite. La même année, elle fait un stage de deux mois aux États-Unis, qu’elle finance avec ses propres économies.
Le 24 janvier 2021, elle devient championne d'Europe du relais féminin, sur 3 000 m, (avec Gwendoline Daudet, Aurélie Lévêque et Aurélie Monvoisin) à Gdańsk en Pologne. Il s'agit du tout premier titre européen pour l'équipe de France en relais, toutes catégories confondues. Aux Championnats du monde de patinage de vitesse sur piste courte 2021 à Dordrecht, elle est médaillée d'argent en relais. Plus tard dans l’année, elle lance une campagne de financement participatif pour préparer ses Jeux olympiques et s’acheter du nouveau matériel ; elle demande environ 3 000 euros et en obtient un peu plus de 4 000. Elle n’a pas de sponsor et dit recevoir des aides de la part de la ville de Belfort et via des conventions de la FFSG.

### Blessure et fin de carrière
Le 9 octobre 2022, elle est victime d'une grave chute lors de la Dutch Open à Heerenveen ; elle souffre d'une fracture des cervicales avec atteinte de la moelle épinière. Elle est hospitalisée et opérée aux Pays-Bas avant d'être rapatriée en France.
En janvier 2023, sortie de l'hôpital, elle annonce viser un retour en équipe de France dès juin 2023, une reprise des compétitions fin octobre 2023, avec en vue les prochains Jeux olympiques d'hiver de 2026, à Milan. Mais en juin 2023, elle annonce la fin de sa carrière sportive.

## Distinctions
Elle est nommée Sportive de l'année de la ville de Belfort en novembre 2017.

## Liens familiaux
Sa sœur jumelle, Manon Huot-Marchand, représente la France à plusieurs compétitions internationales de patinage de vitesse sur piste courte.